# Joubert de Syrie
Joubert de Syrie, mort en octobre 1177, est le septième supérieur de L'Hospital de l'ordre de Saint-Jean de Jérusalem en 1172.
.

## Biographie
Il n'y a aucune connaissance quant au lieu ou même la province qui vit la naissance de Joubert comme nous ne savons pas quelles étaient sa responsabilité dans l'Ordre avant son élection. Le magistère de Joubert prend fin entre le mois de janvier et d'octobre 1177 non pas, comme couramment admis, dans les prisons de Saladin à la suite de la bataille du gué de Jacob qui eut lieu le 10 juin 1179. Roger de Moulins lui a succédé dès octobre 1177 au plus tard.
En 1171, le roi de Jérusalem, Amaury Ier, quitte la Terre sainte pour se rendre à Byzance. Il confie à Joubert de Syrie la tutelle de son fils Baudouin ainsi que la régence.
À la mort de Caste de Murols en 1172, il est élu supérieur de l'ordre de Saint-Jean de Jérusalem.
En 1172, il s'entremet avec succès pour obtenir la libération de Raymond, comte de Tripoli, prisonnier des Sarrasins depuis 1164.
En août 1174, Joubert refuse d'engager l'Ordre auprès de Tancrède de Sicile que Miles de Plancy, régent de fait de Baudouin à la mort d'Amaury en juillet, et Guillaume II de Sicile envoient mettre le siège d'Alexandrie, mal préparée, l’expédition est un échec. Mais en décembre 1174, il placera l'Ordre auprès de Raymond III de Tripoli, régent après l'assassinat de Miles de Plancy, pour combattre Saladin qui vient de s'emparer de Homs. En 1176, il est aux côtés de Philippe de Flandre, qui promet à l'Ordre des possessions en Égypte, pour combattre en Syrie contre Saladin.
Joubert sera instigateur auprès du pape Alexandre III pour que celui-ci ordonne aux prélats de ne pas exiger la « dime des noviale » des terres cultivées par les Hospitaliers et des fourrages destinés à la nourriture de leur bétail.
Joubert de Syrie sera économe des fonds de l'Ordre mais n'économisera jamais pour fournir du pain blanc aux pauvres de L'Hospital de l'Ordre à Jérusalem, il édicte un décret qui précise que chaque pain devait être au poids de deux marcs et que chaque pauvre devait recevoir un demi-pain. Il affecte à cet usage les revenus de deux casaux, Sainre-Marie et Caphaer.
Joubert est aussi à l'origine, en 1175, d'un décret, avec l'église d'Acre, qui fixe les « Règles de l'Église des Hospitaliers de Jérusalem » concernant les procédures relatives au service du matin des messes privées et publiques, les rites funéraires, les sacrements, la tarification des confessions, l'éclairage des bougies et autres choses encore, dans lequel il n'abandonne aucun des privilèges qu'il tenait du Saint-Siège.
En 1176, Joubert fait confirmer par le roi de Jérusalem les donations que l'Ordre avaient reçu. Ces accords font état d'un développement régulier à Jérusalem, aux environs de Jaffa, à Tibériade, dans le comté de Tripoli et la principauté d'Antioche.

## Sources bibliographiques
- Joseph Delaville Le Roulx, Les Hospitaliers en Terre sainte et à Chypre, 1100-1310, Paris, Ernest Leroux, 1904
- Bertrand Galimard Flavigny, Histoire de l'ordre de Malte, Paris, Perrin, 2006